# Andromalius

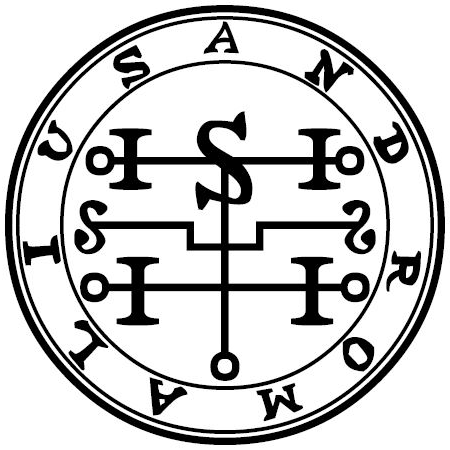
Sigil służący do przywołania demona Andromaliusa

Andromalius – w tradycji okultystycznej, demon, potężny i wielki hrabia piekła. Dowodzi trzydziestoma sześcioma legionami duchów. W Lemegetonie jest ostatnim, siedemdziesiątym drugim duchem.

## Wdemonologii
Aby go przywołać, potrzebna jest jego pieczęć, która według Goecji powinna być wykonana z miedzi i srebra, zmieszanych w równych proporcjach.
Potrafi przywracać ludziom skradzione dobra oraz karać złodziei i kłamców. Wykrywa wszystkie oszustwa i niegodziwości. Odnajduje ukryte skarby.
Jest przedstawiany jako mężczyzna, trzymający ogromnego węża w dłoni.

## Wkulturze popularnej
- W grze komputerowej R-Type Final jeden ze statków R-9F nosi jego imię.
- W grze fabularnej In Nomine Satanis/Magna Veritas jest prawą ręką Szatana.
- W grze fabularnej Dungeons & Dragons, w dodatku Tome of Magic: Pact, Shadow, and True Name Magic gracze mogą z nim zawrzeć pakt, występuje jako "Andromalius the Repentant Rogue".
- W grze Shin Megami Tensei: Devil Children, a dokładniej w DemiKids: Light/Dark Version Andromalius (tutaj nazywany Andromus) jest sługą Imperiusa, przedstawiany jest jako olbrzymi mężczyzna z wężem w obu rękach.
- W grze Final Fantasy XI jest jednym z członków "Kindred Spirits".